# Bitva u Partizánské Ľupči
Bitva u Partizánské Ľupči byl střet mezi skupinou osmnácti Čechoslováků a banderovskou Burlakovou skupinou. V tomto prohraném boji utrpěla Československá armáda nejvyšší ztráty v bojích s Banderovci.